# Tipula streptocera
Tipula streptocera är en tvåvingeart. Tipula streptocera ingår i släktet Tipula och familjen storharkrankar.

## Underarter
Arten delas in i följande underarter:
- T. s. pallidocera
- T. s. streptocera